# Cody (Capcom)
Pour les articles homonymes, voir Cody.
Cody Travers (コーディー・トラバース, Kōdī Torabāsu) est un personnage de fiction issu de la série Final Fight éditée par Capcom. Il s'agit d'un vrai combattant de rue, utilisant un couteau, des cailloux, voire de la poussière pour aveugler son ennemi. Il fait ses débuts en 1989 dans le premier beat them all de Capcom aux côtés de Guy mais il aura une autre heure de gloire en juin 1998 en apparaissant dans Street Fighter Alpha 3.
Réapparaissant dans le jeu Street Fighter V, à l'occasion de son Arcade Edition, Cody voit son apparence fortement remaniée : Bien que le principe de l'évasion pénitentiaire soit maintenue dans le trailer d'annonce dudit titre, Cody sort non menotté et habillé dans un costume, une coupe de cheveux bien plus mature et professionnelle que dans les titres précédents. Cela laisse à supposer qu'il n'est plus emprisonné, et donc que sa peine a été purgée ou remise,. 

## Biographie
Dans Final Fight, Cody, un bagarreur des rues, apprend par le père de sa petite amie que celle-ci a été enlevée par un membre du gang Mad gear. Aux côtés de son beau-père Haggar et de son ami Guy, il part alors à la recherche de sa bien-aimée Jessica. À la suite d'un combat épique, Belger, le chef du gang Mad Gear sera projeté à travers une baie vitrée et tombera du haut de son building.
Dans Street Fighter, il est dans la peau d'un évadé de prison, ayant été condamné pour le meurtre de Belger, avec les poignets menottés.
Le problème est le fait que Cody a un caractère plutôt fainéant et portant des menottes qui le handicape et l'empêche d'aller se battre à son maximum. Cody apparaît dans le trailer de Street Fighter V, il n'a plus l'allure d'un évadé mais celle d'un gentlemen bien vêtu.
On ne sait pas si Cody est devenu le maire de Metro City ou bien qu'il tente de se camoufler pour échapper à son ravisseur le policier corrompu Edi.E.
Cody apparaît également dans Final Fight Streetwise, mais non pas en tant que personnage joueur (excepté dans le mode multijoueur). Il est décrit comme un boxeur clandestin lessivé, ancien taulard, entraînant son jeune frère Kyle qui se révèle apparemment meilleur combattant que lui. Déprimé par sa condition physique (Cody ne peut plus combattre à cause de ses genoux qui ne tiennent plus la route), Cody entend parler d'une nouvelle drogue à Metro City. Cette drogue permettrait de rendre ceux qui en prennent beaucoup plus forts et insensibles à la douleur. Après une bagarre dans un bar, Cody est enlevé par les membres d'un gang. C'est alors que Kyle décide de tout faire pour retrouver sa trace. Au cours de sa quête, Kyle apprendra beaucoup de choses sur l'histoire de Cody, notamment qu'il avait porté volontairement le chapeau pour le meurtre de Belger, l'ancien chef du gang Mad Gear, pour épargner la prison à Guy. Dans cet opus très particulier, une approche beaucoup plus humaine du personnage mythique de Final Fight est proposée aux joueurs... Cody n'est pas seulement le héros de Metro City, c'est avant tout un homme fier et brisé dont personne ne se souvient plus vraiment. Ni vertueux ni irréprochable, Cody soupire après une gloire éphémère perdue, ayant beaucoup de mal à accepter le fait de vieillir et d'être oublié de tous...